# Tomás Vilchis
Tomás Vilchis Sedeño (Jantetelco, Morelos; 20 de octubre de 1892-Ciudad de México. 20 de diciembre de 1975) fue un contador público, profesor y escritor mexicano.

## Biografía
Tomás Vilchis Sedeño nació el 20 de octubre de 1892 en Jantetelco, Morelos. Se mudó a la Ciudad de México para realizar sus estudios en 1905, mismos que llevó a cabo en el Liceo Fournier, en la Escuela Nacional Preparatoria y en la Escuela Superior de Comercio y Administración, donde sustentó su examen profesional el 1 de octubre de 1915, su tesis Bancos de depósito y descuento le convirtió en uno de los primeros contadores públicos del país.
La necesidad de actualizar los procesos contables en México a finales de la lucha armada y de ajustarlos a medidas internacionales llevó a la creación de diferentes métodos en la materia. Tomás Vilchis, junto con otros contadores de la talla de Fernando Diez Barroso y Roberto Casas Alatriste establecen la Asociación de Contadores Titulados el 11 de septiembre de 1917, que años después se convertiría en el Instituto de Contadores Públicos Titulados. De 1941 a 1946 el contador morelense sería el presidente de este último.
Al organizar la Asociación de Contadores Don Tomás Vilchis redactó las disposiciones estatutarias para su funcionamiento y dictó un escrito en el que quedaron contenidas las funciones y atribuciones del contador público, desconocidas entonces en el medio comercial de Méxicó. Su divulgacíon sirvió para explicar el significado de la profesíon de contador público en aquella época. Por aquellos tiempos se asoció con Fernando Diez Barroso, quien fue el primer contador titulado en México, asociación que continuo hasta la muerte de Fernando Diez Barroso en octubre de 1934.

## Labor profesional
Alrededor de la creación del Banco de México y su instauración como Banco Central, en 1925 Don Tomás participó con el análisis de la cartera de la Comisión Monetaria. Una vez depurada la cartera, sirvió al Gobierno Federal, para hacer parte de su aportación de capital a la constitución del Banco de México, fue muy compleja la labor de organización del Banco de México, en vista de que al término de al Revolución mexicana, prácticamente todos los bancos que operaban en la República habían sido puestos en estado de quiebra y liquidación o cuando menos en suspensión de operaciones. Los sistemas y procedimientos de la Comisión Monetaria, que precedió al Banco de México, tenían la fisionomía característica de la burocracia de gobiernos inestables y además los empleados durante 15 años habían carecido de disciplina bancaria y en muchos casos no tenían conocimientos de ese ramo. Por lo tanto, cada
jefe o gerente de sucursal o contador tenía su propio sistema, por lo que la oficina central y las 24 sucursales que formaban el Banco de México, al ser este constituido requirieron de instrucción, asignación de labores y de enseñanza para llevar a cabo las operaciones del nuevo Organismo.
En aquella época debía de ser controlado el movimiento bancario en cuatro signos monetarios que circulaban: oro, plata, dólares oro y dólares plata, lo que representaba un problema trascendente en la posición financiera de activo y pasivo. La resolución de este problema fue encomendada a Don Tomás quien según expreso un funcionario del Banco de México ".....lo afronto con éxito y sin mayor vacilación, con aparente sencillez, como en el orden pragmático se solucionan las cuestiones difíciles". 
Fue el primer auditor externo del Banco de México desde su fundación hasta 1935, en 1930 realizó, junto con Roberto Casas Alatriste, un crítico y atinado dictamen tras llevar a cabo el Balance General de ese año . De igual forma, su desempeño le llevó a recibir el nombramiento de Comisario por la Asamblea de Accionistas de la Institución en 1935, cargo que desempeñó con toda acuciosidad y diligencia. Para ilustrar esto conviene señalar que una de las obligaciones del comisario es presenciar la incineración del papel moneda. Dado que el medio circulante es extenso y, por tratarse de papel, requiere que constantemente se lleven a cabo destrucciones de papel moneda emitida, el Banco de México mantiene un horno en el cual prácticamente todos los días se lleva a cabo la incineración de la moneda ante la presencia de dos consejeros el comisario y otras personas. Don Tomás asistía a esas incineraciones con pasmosa regularidad, lo cual hizo durante todo el tiempo que fue comisario de esa institución.
En 1927 otro insigne contador público. Don Luis Montes de Oca, en ese entonces Secretario de Hacienda, encomendó a Don Tomás el estudio pormenorizado de la deuda de los Ferrocarriles Nacionales; que sirvió al ministro para discutir el arreglo de la deuda con el Comité Internacional de Banqueros Interesados en Negocios en México, fue auditor de los ferrocarriles hasta 1935, fecha en que estos pasaron a la administración obrera para su explotación.
En 1932 el Secretario de Hacienda Alberto J. Pani, encargo a Don Tomás la reorganización de la contabilidad de la Hacienda Pública y del Erario Nacional instalando un sistema de rendición diaria de cuentas por todos los que manejaban fondos, el sistema fue instalado entre los meses de julio y diciembre de ese mismo año. El sistema que implantó permitía que con 72 horas de diferencia el Secretario de hacienda pudiera conocer un estado en el cual se incluyeran números glosados y exactos del movimiento ocurrido en la Hacienda Pública.
Otros trabajos destacados que llevó a cabo Don Tomás fueron: diseño de un sistema contable para la industria azucarera, en 1930, que originó que muchos ingenios azucareros le encomendaron su organización y la auditoría de sus cuentas; ocupó la presidencia del Instituto Mexicano de Contadores de 1940 a 1946;en 1940 fue nombrado por el presidente de México, vocal de la Comisión de tarifas de electricidad y gas, órgano regulador de esos servicios públicos, la que presidio de 1942 a 1958.En ese lapso fueron formulados proyectos de leyes y reglamentos para la vigilancia y control de las empresas distribuidoras de electricidad y gas y fue también obra suya la redacción del catalago uniforme de cuentas y el correspondiente instructivo para empresas reguladas; desde 1945 a 1964 fue auditor externo de Petróleos Mexicanos, en donde restructuro el sistema de contabilidad.
Fundó el despacho Tomás Vilchis y Cía que en 1968 se asoció a PriceWaterhouse y Cía para dar lugar a la firma González, Vilchis y Cía. 
Su trayectoria y prestigio lo llevaron incluso a recibir el título de Cónsul honorario de Lituania hasta que este país fue invadido y anexado por la URSS.
Su muerte acaeció en la Ciudad de México el 20 de diciembre del año de 1975. Lo sobreviven sus hijos Fernando, Lourdes, Leonardo, Salvador, Tomas, Liliana Y Guadalupe.

## Labor educativa y la fundación de la EBC
También dentro del Banco de México, en 1928 Don Tomás Vilchis fue encargado de la estructuración del plan de estudios y participó como profesor en la Escuela Bancaria, la cual tenía por objetivo capacitar a los empleados del banco en las nuevas funciones que demandaba la banca central; bajo la dirección de don Manuel Gómez Morin y Agustín Loera y Chávez.
A continuación, con la reinstalación de la Escuela en 1932, ya de manera independiente, funda, junto con personalidades como Manuel Gómez Morin, Alfonso Caso, Alfredo Chavero e Híjar, Alejandro Prieto Llorente y Miguel Palacios Macedo, la Escuela Bancaria y Comercial en el mes de agosto.
Tomás Vilchis impartió la cátedra de Contabilidad Bancaria y fue integrante del Consejo Patronal de la Escuela Bancaria y Comercial por muchos años. 
Vital impulsor de la carrera de Contabilidad fue profesor en diferentes instituciones educativas por más de 25 años y desempeñó el cargo de Director de la Escuela Superior de Comercio y Administración de 1930 a 1935, época en la cual se restauró la Carrera de Contador Público.